# Щенніков Георгій Михайлович
Георгій Михайлович Щенніков (рос. Георгий Михайлович Щенников, нар. 27 квітня 1991) — російський футболіст, захисник клубу ЦСКА (Москва) та національної збірної Росії.
Триразовий володар Кубка Росії. Чемпіон Росії. 

## Клубна кар'єра
Народився 27 квітня 1991 року. Вихованець футбольної школи клубу ЦСКА (Москва). Дорослу футбольну кар'єру розпочав 2008 року в основній команді того ж клубу, кольори якої захищає й донині.

## Виступи за збірні
Протягом 2009–2013 років  залучався до складу молодіжної збірної Росії. На молодіжному рівні зіграв у 18 офіційних матчах, забив 1 гол.
У 2012 році дебютував в офіційних матчах у складі національної збірної Росії. Наразі провів у формі головної команди країни 10 матчів.

## Титули і досягнення
- Чемпіон Росії (3):

ЦСКА (Москва):  2012–13, 2013–14, 2015–16
- Володар Кубка Росії (3):

ЦСКА (Москва):  2008–09, 2010–11, 2012–13
- Володар Суперкубка Росії (4):

ЦСКА (Москва): 2009, 2013, 2014, 2018